# جبل ستيفنز
جبال ستيفنز -يقع في جبال كاتسكيل في نيويوركجنوب شرق جلبوع . في أمريكا يقع ريد هيل في الشمال الغربي، ويقع بول هيل في الشمال الشرقي وانه ويقع ماونت رويال جنوب جبال سيكلرز.